# Tecapa
Le Tecapa est un stratovolcan du Salvador.